# Fénynyomás
A fénynyomás a fény által az annak kitett felületre kifejtett mechanikai nyomás. A fény részecskesajátságainak egyike ugyanis, hogy mechanikai nyomást fejt ki arra a felületre, amelyen elnyelődik vagy visszaverődik.

## Felfedezése
1874-ben James Clerk Maxwell fedezte fel, hogy  a sugárnyomás az elektromágneses elméletből vezethető le.
1876-ban Adolfo Bartoli vezette le a sugárnyomást a termodinamikából.

## A Maxwell–Bartoli-tétel
Ennek nyomán a fénynyomás leírására az úgynevezett Maxwell–Bartoli-tételt használják, ami a {\displaystyle \delta } beesési szögben érő fénynyaláb {\displaystyle p} nyomását adja meg:
{\displaystyle p=w(1+r-d)\cos \delta }
Ahol {\displaystyle r} a felület fényvisszaverő képessége, {\displaystyle d} az áteresztőképesség, {\displaystyle w}  a fénynyaláb térfogati energiasűrűsége.
Az {\displaystyle 1+r-d} különbség pontosan megadja egy beeső foton elnyelődésének a valószínűségét.
Ha megvizsgáljuk közelebbről a fent említett egyenletet, akkor megállapítható, hogy minél jobban visszaveri a fényt egy felület (minél közelebb van az {\displaystyle r} az 1-hez), annál nagyobb lesz a rá ható fénynyomás.

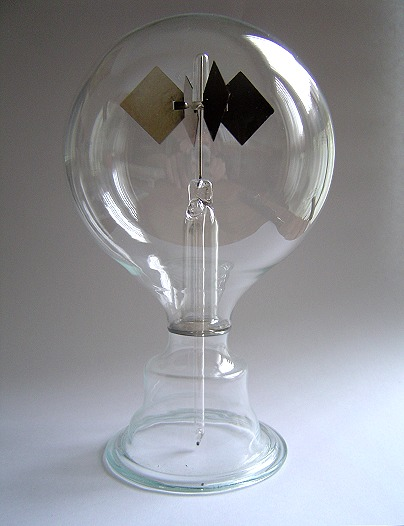
Crookes-féle radiométer

## A Crookes-féle radiométer
A fénynyomással kapcsolatos egyik legismertebb demonstrációs eszköz a Crookes-féle radiométer vagy más néven fénymalom. Ez egy vákuumba helyezett tű hegyére illesztett négykarú lapátos kerék, amelynek lapátjai egyik oldalon kormozottak. A kerék fény hatására forgásba jön. A jelenség magyarázata  összetett: a lapátok két oldalán kialakuló hőmérséklet-különbség hatása nem elhanyagolható, de a fénynyomásnak is van szerepe a mozgás létrejöttében. Fénymalmot először Sir William Crookes (1832–1919) brit fizikus és kémikus készített, miután arra figyelt fel, hogy a vákuumban végzett nagy pontosságú tömegmérést a közvetlen napfény megzavarja.

## Felhasználása az űrkutatásban
Felmerült, hogy a Földön vitorlázásra használt szélenergiához hasonlóan,  űrhajók mozgatására is fel lehetne használni a Nap fénye hatására kialakuló fénynyomást. Ez lenne a napvitorlázás. Az ötletet már Jules Verne is felvetette Utazás a Holdba című regényében 1865-ben. Tudományosan is vizsgálták a napvitorlázást, az eredmény összefoglalva az, hogy a Naprendszeren belül alkalmas űrhajó mozgatására a fénynyomás, de az űrhajó feljuttatásához továbbra is a megfelelő tólóerőt képviselő rakéta szükséges.
Az első sikeresen működő napvitorlás a japán IKAROS, 2010-ben jutott el az űrbe.
A napvitorlás megmozgatta a tudományos-fantasztikus filmek alkotóinak a fantáziáját is (pl. Csillagok háborúja).